# 地上基幹放送局
地上基幹放送局（ちじょうきかんほうそうきょく）は、無線局の種別の一つである。基幹放送局の一種でもある。

## 定義
総務省令電波法施行規則第4条第1項第2号に「地上基幹放送（放送法第2条第15号 の地上基幹放送をいう。）又は移動受信用地上基幹放送（同法第2条第14号に規定する移動受信用地上基幹放送をいう。以下同じ。）を行う基幹放送局（放送試験業務を行うものを除く。）」と定義している。

### 特定地上基幹放送局
電波法令に次のように定義している。
- 電波法第6条第2項に「自己の地上基幹放送の業務に用いる無線局」
- 電波法施行規則第4条第1項第2号の3に「基幹放送局のうち法第6条第2項に規定する特定地上基幹放送局（放送試験業務を行うものを除く。）」

特定地上基幹放送事業者の保有する地上基幹放送局のことである。
これに対して基幹放送局提供事業者の保有する地上基幹放送局は特定地上基幹放送局以外の地上基幹放送局、特定以外の地上基幹放送局という。
放送法第20条第1項第1号では、日本放送協会(NHK)の国内放送の地上基幹放送は特定地上基幹放送局に限るとしている。
つまり、NHKの地上波による国内放送は、NHK自らが地上基幹放送局を開設して実施しなければならない。

### 特定基地局
電波法第27条の12に「陸上に開設する移動しない無線局であつて、次の各号のいずれかに掲げる事項を確保するために、同一の者により相当数開設されることが必要であるもののうち、電波の公平かつ能率的な利用を確保するためその円滑な開設を図ることが必要であると認められるもの」と規定し、同条第2号には「移動受信用地上基幹放送に係る放送対象地域（放送法第91条第2項第2号に規定する放送対象地域をいう。）における当該移動受信用地上基幹放送の受信」がある。
つまり、移動受信用地上基幹放送の基幹放送局提供事業者は地上基幹放送局の開設にあたり、携帯電話事業や無線アクセスシステム事業の電気通信事業者と同様に特定基地局の開設計画を策定し、実施しなければならない。
引用の促音の表記は原文ママ

## 開設の基準
総務省令基幹放送局の開設の根本的基準の
- 国内放送を行う基幹放送局は第3条
- 国際放送を行う基幹放送局は第4条
- 中継国際放送を行う基幹放送局は第4条の2
- 内外放送を行う基幹放送局は第4条の3

による。

## 概要
一般に地上波放送局と呼ばれるもので、従前の種別の放送局に相当する。
臨時目的放送局（イベント放送局および臨時災害放送局）、コミュニティ放送局、外国語放送局、受信障害対策中継放送局が含まれる。

## 免許
種別コードは、特定地上基幹放送局以外の地上基幹放送局はBB、特定地上基幹放送局はBC。免許の有効期間は臨時目的放送局を除き5年。ただし、中継国際放送以外は当初に限り有効期限は5年以内の一定の日となる。（沿革も参照）
原則として簡易な免許手続の対象ではないので、予備免許を取得し落成検査に合格して、免許が付与される。
簡易な免許手続の対象となる地上基幹放送局は、適合表示無線設備のみを用いるものに限られる。
これは受信障害対策中継放送（通称ギャップフィラー）中継局のことである。

### 旧技術基準の無線設備の免許
無線設備規則のスプリアス発射等の強度の許容値に関する技術基準改正

により、旧技術基準に基づく無線設備が条件なしで免許されるのは「平成29年11月30日」まで
、
使用は「平成34年11月30日」まで

とされた。
旧技術基準の無線設備とは、
- 「平成17年11月30日」[5]までに製造された機器
- 経過措置[3]として、旧技術基準により「平成19年11月30日」までに製造された機器[6]

である。
新規免許は2017年（平成29年）12月1日以降はできないが、使用期限はコロナ禍により「当分の間」延期された。
詳細は無線局#旧技術基準の機器の使用を参照。

## 運用
無線局運用規則第5章 地上基幹放送局及び地上一般放送局の運用による。

## 操作
原則として空中線電力2kWを超えるテレビジョン基幹放送局は第一級陸上無線技術士による、それ以外は第二級陸上無線技術士以上の無線従事者による管理（常駐するという意味ではない。）を要する。ただし、受信障害対策中継放送局及びコミュニティ放送局の無線設備の外部の転換装置で電波の質に影響を及ぼさないものについては、第三級総合無線通信士以上又は第二級陸上特殊無線技士以上の無線従事者による管理で足りる。
これらは地上基幹放送局の無線設備を制御する放送事業用固定局の管理にも適用される。
無線従事者が不要となるのは電波法施行規則第33条に「簡易な操作」として規定されている次の各号の操作に限られる。
- 第6号(5)　適合表示無線設備のみを使用する無線局の外部の転換装置で電波の質に影響を及ぼさないものの技術操作を規定する告示[9]
  - 第1項第1号に規定する空中線電力0.25W以下のFM放送ギャップフィラー中継局の技術操作
  - 第1項第2号に規定する空中線電力0.05W以下のテレビジョン放送中継局の技術操作

この告示各号の規定は、ギャップフィラー中継局の管理に無線従事者を不要にし普及を促進するための処置である。
- 第8号　その他に別に告示するものを規定する告示[9]
  - 第3項第1号(9)に規定する音声混合器又は映像混合器の操作

## 検査
- 落成検査は、上述の通り簡易な免許手続の対象であるもののみ対象外である。
- 定期検査は、電波法施行規則第41条の2の6第2号により、次のものが対象外である。

1.　空中線電力0.25W以下のFM放送ギャップフィラー中継局
2.　空中線電力0.05W以下のテレビ放送用地上基幹放送局
この号の規定は、「簡易な操作」の規定と同様にギャップフィラー中継局の普及を促進するための処置である。
- 変更検査は、落成検査と同様である。

定期検査の周期
電波法施行規則別表第5号第2号により、
(1)　演奏所を有するもの又は放送対象地域ごとの放送系のうち最も中心的な機能を果たすもの（コミュニティ放送を行うもの及びコミュニティ放送の電波に重畳して多重放送を行うものを除く。）1年
(2)　(1)に該当しないもの　5年
検査は登録検査等事業者等による点検が可能で、この結果に基づき一部省略される。

## 沿革
1950年（昭和25年）
- 電波法施行規則[10]制定時に放送局が「放送業務を行う無線局」と定義された。また、放送業務が「一般公衆によつて直接受信されることを目的とする無線電話、テレビジヨン又はフアクシミリによる無線通信業務 」と定義された。
  - 免許の有効期間は3年。ただし、当初の有効期限は電波法施行の日から3年（昭和28年5月31日）までとされた。
  - 音声混合器の操作に無線従事者は不要とされた。

引用の促音、拗音の表記は原文ママ
1952年（昭和27年）- 音声混合器又は映像混合器の操作に無線従事者は不要となった。

1953年（昭和28年）- 6月1日に最初の再免許がなされた。
- 以後3年毎の5月31日に満了するように免許された。

1988年（昭和63年）- 免許の有効期間は5年となった。ただし、臨時目的放送局については「当該放送の目的を達成するために必要な期間」、中継国際放送を行う放送局については「免許の日から5年」となった。

- 以後5年毎の10月31日に満了するように免許される。施行日の時点で免許されていた局の有効期限は経過措置により従前のまま。

1990年（平成2年）- 音声混合器又は映像混合器の操作に無線従事者を不要とする規定は告示に規定するものとなった。

1993年（平成5年）
- 電波利用料制度化[14]、電波法別表第6第6項の「放送をする無線局」が、ただし多重放送の放送局は第7項の「多重放送をする無線局」が適用
- コミュニティ放送局の有効期限の日は、これ以外の放送局と異なる日に。[15]

2007年（平成19年）- 空中線電力0.05W以下の受信障害対策中継放送用地上波デジタルテレビ放送局は定期検査の対象外に
2008年（平成20年）
- 空中線電力0.05W以下の地上波デジタルテレビ放送用中継局は簡易な操作の対象に[17]
- 再免許に際し、アナログ地上波テレビ放送の免許の有効期限は「平成23年7月24日」までとされた。

2010年（平成22年）- 特定基地局の対象に移動受信用地上放送の受託放送事業者の放送局（現・移動受信用地上基幹放送の基幹放送局提供事業者の地上基幹放送局）が追加
2011年（平成23年）
- 岩手県、宮城県、福島県におけるアナログ地上波テレビ放送放送の免許の有効期限は、東日本大震災に伴う地上デジタル放送に係る電波法の特例に関する法律により、「平成24年7月24日」を限度として延長
- 地上基幹放送局が定義、従前の放送局は地上基幹放送局とみなされ、経営形態から特定地上基幹放送局および特定以外の地上基幹放送局に分類[19]
- 移動受信用地上基幹放送をする無線局も地上基幹放送局に[20]
- ギャップフィラー中継局の電波利用料は多重放送の地上基幹放送局と同額に[21]

2015年（平成27年）- 空中線電力0.25W以下のFM放送ギャップフィラー中継局と空中線電力0.05W以下のテレビ放送局は定期検査の対象外に
2016年（平成28年）- 空中線電力0.25W以下のFM放送ギャップフィラー中継局は簡易な操作の対象に
| 年度 | 年度                     | 平成11年度末             | 平成12年度末 | 平成13年度末 | 平成14年度末 | 平成15年度末 | 平成16年度末 |
| --- | ------------------------ | ------------------------ | ------------ | ------------ | ------------ | ------------ | ------------ |
| 放送局 | アナログ                 | 26,807                   | 26,712       | 26,524       | 25,402       | 22,608       | 23,945       |
| 放送局 | デジタル                 | －                       | －           | －           | －           | 22           | 68           |
| 年度 | 年度                     | 平成17年度末             | 平成18年度末 | 平成19年度末 | 平成20年度末 | 平成21年度末 | 平成22年度末 |
| 放送局 | アナログ                 | 22,362                   | 21,902       | 18,253       | 17,614       | 17,610       | 17,401       |
| 放送局 | デジタル                 | 2,600                    | 3,882        | 5,214        | 7,666        | 8,002        | 11,766       |
| 年度 | 年度                     | 年度                     | 平成23年度末 | 平成24年度末 | 平成25年度末 | 平成26年度末 | 平成27年度末 |
| 特定地上基幹放送局                                                                                                  | 特定地上基幹放送局       | アナログ                 | 2,596        | 2,644        | 2,489        | 2,468        | 2,552        |
| 特定地上基幹放送局                                                                                                  | 特定地上基幹放送局       | デジタル                 | 12,147       | 12,631       | 12,834       | 12,934       | 12,947       |
| 特定以外の地上基幹放送局                                                                                            | 特定以外の地上基幹放送局 | 特定以外の地上基幹放送局 | 15           | 43           | 71           | 161          | 183          |
| 年度 | 年度                     | 年度                     | 平成28年度末 | 平成29年度末 | 平成30年度末 | 令和元年度末 | 令和2年度末  |
| 特定地上基幹放送局                                                                                                  | 特定地上基幹放送局       | アナログ                 | 2,621        | 2,690        | 2,767        | 2,825        | 2,865        |
| 特定地上基幹放送局                                                                                                  | 特定地上基幹放送局       | デジタル                 | 12,954       | 12,959       | 12,958       | 12,963       | 12,993       |
| 特定以外の地上基幹放送局                                                                                            | 特定以外の地上基幹放送局 | 特定以外の地上基幹放送局 | 10           | 12           | 16           | 16           | 2            |
| 年度 | 年度                     | 年度                     | 令和3年度末  | 令和4年度末  |              |              |              |
| 特定地上基幹放送局                                                                                                  | 特定地上基幹放送局       | アナログ                 | 2,887        | 2,890        |              |              |              |
| 特定地上基幹放送局                                                                                                  | 特定地上基幹放送局       | デジタル                 | 12,990       | 12,992       |              |              |              |
| 特定以外の地上基幹放送局                                                                                            | 特定以外の地上基幹放送局 | 特定以外の地上基幹放送局 | 2            | －           |              |              |              |
| 総務省情報通信統計データベース - 地域・局種別無線局数（平成12年度以前） - 用途別無線局数（平成13年度以降） による。 |                          |                          |              |              |              |              |              |